# ایوان کراپیچ
ایوان کراپیچ (انگلیسی: Ivan Krapić؛ زادهٔ ۱۴ فوریهٔ ۱۹۸۹) ورزشکار واترپلو اهل روسیه است.
وی در مسابقات کشوری و بین‌المللی در مجموع برندهٔ ۱ مدال طلا، ۱ مدال نقره شده‌است.